# Graptomyza
Graptomyza là một chi ruồi trong họ Syrphidae.